# Ric's Artboat en Ric's Riverboat
Ric's Art Boat en Ric's River Boat zijn twee schepen in Brussel stad, afgemeerd in de haven van Brussel. Ze stellen artistieke activiteiten en evenementen in het daglicht en ondersteunen initiatieven voor sociale integratie en culturele projecten. De boten liggen aangemeerd aan de Akenkaai tegenover Brussel-Thurn en Taxis. 

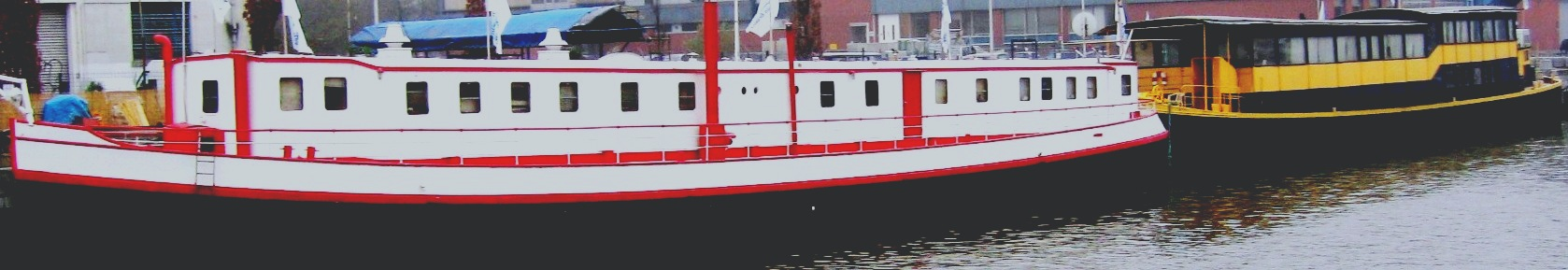
Ric's Art Boat en Ric's River Boat

## De schepen
- Ric's Riverboat en de Nederlandse Koninklijke Marine.

Ric's Riverboat is een schip dat bij Boele & Zn., Slikkerveer in 1900 werd gebouwd als stoomsleper Express voor Rijnschroefsleepboot Express NV (A. van Dort) in Rotterdam. Het heeft een lengte van 42 meter, een breedte van 7,50 meter en een tonnenmaat van 387 ton. In 1916 werd het schip verkocht aan de Nederlandsche Transport Maatschappij NV in Rotterdam en werd het Mimir genoemd. Na de oorlog nam de Koninklijke Marine in Amsterdam het in 1946 over van de Gezagstroepen, voor huisvesting van Mariniers als logementsschip Leeuw (HW 11), vernummerde het in 1955 naar (A 889). In 1948/1949 in gebruik geweest voor huisvesting van de Marine Vrouwenafdeling Marva. Van 1961-1975 in gebruik als Internaat Sociale Jeugdzorg (schipperskamp) in Dordrecht en werd het Hollands Glorie genoemd. Het verving daar het schip met dezelfde naam, het oude lichtschip Haaksgronden, dat er sinds 3 december 1941 in gebruik was. In 1978 werd het overhandigd aan de Vzw RIC, Recreatief Internationaal Cultuur Centrum, onder de naam Ric’s River Boat (BR 40548  B) en werd aangemeerd in het Beco Dok van de Haven van Brussel in het centrum van het Brussels Gewest.
- Ric's Art Boat en de Duitse bezetting

Ric's Art Boat ( BR 40547 B )is een spits, gebouwd in Baasrode in 1936 die Selenium werd gedoopt. Het heeft een lengte van 38 meter en een tonnenmaat van 370 ton.  Het ontsnapte aan de inbeslagname door de nazi's, die zich de binnenvaartschepen toe-eigenden voor de invasie van Groot-Brittannië. Dit plan werd echter opgegeven, omdat de Engelsen bij het naderen van de lichters de zee bespoten met  brandstof. 

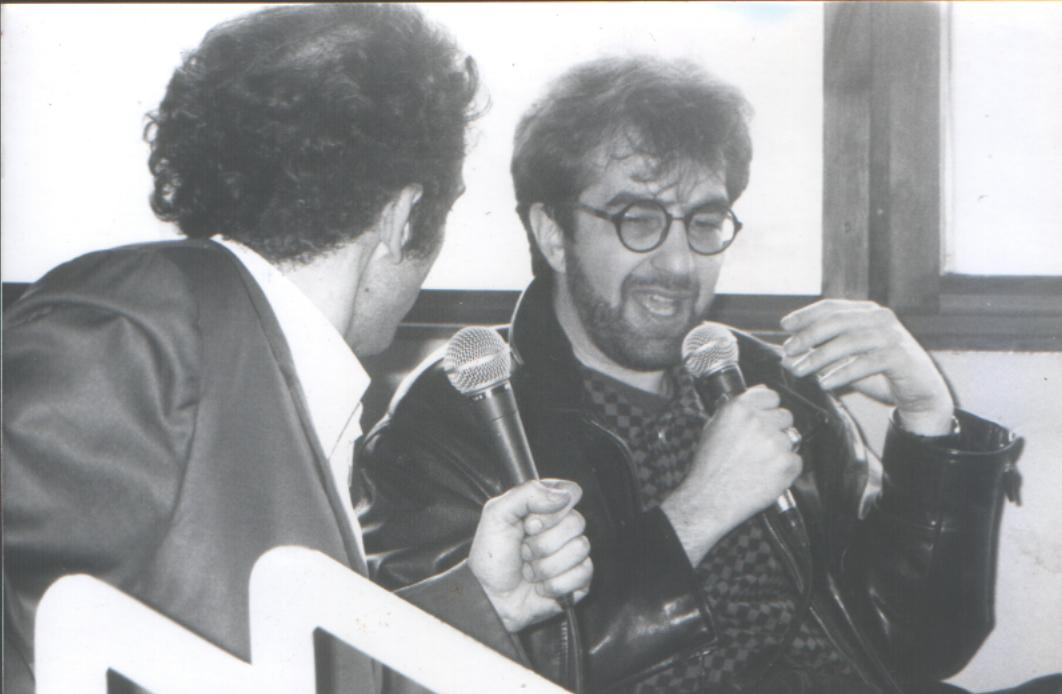
Filmregisseur Atom Egoyan in Ric's Art Boat

## Geschiedenis
RIC (Recreatief Internationaal Centrum) is een stichting die in 1973 werd opgericht door docent-kunstenaar Erik Pevernagie in Brussel stad. Hij werd hierbij gesteund door  collega's en studenten.
De vereniging is ontstaan in de geest van de "Free Speech Movement" uit de jaren zestig en de studentenbewegingen van mei 1968: ( Universiteit van Parijs met Daniel Cohn-Bendit, Universiteit van Californië - Berkeley met Herbert Marcuse, Vrije Universiteit van Berlijn met Rudi Dutschke.) 
Om de “verbeelding weer aan de macht” te brengen moesten de verouderde maatschappelijke structuren worden afgestoft.
In het tijdsbudget dat de burger ter beschikking werd gesteld wenste Ric dat een belangrijke plaats door culturele en sociale recreatie zou worden ingenomen. 
Met dit in het achterhoofd, en om tegemoet te komen aan de dringende vraag naar een creatieve vrijetijdsbesteding en internationale contacten, werden twee drijvende sociale en culturele centra gecreëerd: Ric's Art Boat en Ric's River Boat. Sindsdien zijn de boten een ontmoetingsplaats voor internationale kunstenaars, filmregisseurs (vb Atom Egoyan, Claude Lelouch, Benoît Lamy, Jan Verheyen), beeldende kunstenaars (Nicolas Vial, illustrator van de Franse krant Le Monde), zangers (Axelle Red, The Kooks, Tom Barman, Karen Cheryl) en auteurs (Hugo Claus).